# Raymond Rajaonarivelo
Raymond Rajaonarivelo (Antananarivo, 1949) è un regista malgascio.

## Biografia
Ha studiato cinema all'Università di Montpellier e all'Università di Parigi. Sebbene viveva nella periferia di Parigi, torna in Madagascar per girare i suoi film.
Il suo primo lungometraggio, Tabataba (1988), raccontava la storia di un villaggio durante la rivolta malgascia del 1947. È stato il primo film malgascio a essere proiettato al Festival di Cannes, dove ha vinto il Premio del Pubblico nel 1988. Ha anche vinto il Premio della Giuria al Taormina Film Fest nel 1989 e il premio per il miglior esordio al Carthage Film Festival nel 1989.

## Filmografia
- Izaho Lokanga Ianao Valiha (1974)
- Tabataba (1988)
- Quand les etoiles rencontrent la mer (1996)
- Mahaleo (co diretto con Cesar Paes) (2004)